# Diplazon
Diplazon is een geslacht van insecten uit de orde vliesvleugeligen (Hymenoptera) en de familie Ichneumonidae.

## Soorten
- D. albotibialis Dasch, 1964
- D. angustus Dasch, 1964
- D. annulatus (Gravenhorst, 1829)
- D. anolcus Dasch, 1964
- D. areolatus Ma, Wang & Wang, 1995
- D. aubertiator Diller, 1986
- D. bachmaieri Diller, 1986
- D. bradleyi Dasch, 1964
- D. cascadensis Dasch, 1964
- D. clypearis (Brischke, 1892)
- D. coccinatus (Tosquinet, 1896)
- D. constrictus Dasch, 1964
- D. contiguus (Schiodte, 1839)
- D. deletus (Thomson, 1890)
- D. erugatus Dasch, 1964
- D. fechteri Diller, 1986
- D. festatorius (Costa, 1888)
- D. flavifrons Dasch, 1964
- D. galenensis Dasch, 1964
- D. guptai Diller, 1977
- D. heinrichi Diller, 1982
- D. hispanicus (Spinola, 1843)
- D. hyperboreus (Marshall, 1877)
- D. implanus Dasch, 1964
- D. insulcatus Dasch, 1964
- D. laetatorius (Fabricius, 1781)
- D. luzonensis Baltazar, 1955
- D. marakwetensis (Seyrig, 1935)
- D. multicolor (Gravenhorst, 1829)
- D. mulleolus Dasch, 1964
- D. neoalpinus Zwakhals, 1979
- D. novoguineensis Momoi & Nakanishi, 1968
- D. oralis (Nees, 1830)
- D. orbitalis (Cresson, 1865)
- D. orientalis (Cameron, 1905)
- D. pallicoxa Manukyan, 1987
- D. pectoratorius (Thunberg, 1822)
- D. prolatus Dasch, 1964
- D. pullatus Dasch, 1964
- D. punctatus Ma, Wang & Wang, 1995
- D. quadricinctus (Schrank, 1785)
- D. quadrincisus (Spinola, 1851)
- D. ruwenzoriensis (Seyrig, 1935)
- D. ryukyuensis Nakanishi, 1967
- D. scrobiculatus Ma, Wang & Wang, 1995
- D. scutatorius Teunissen, 1943
- D. scutellaris (Cresson, 1868)
- D. schachti Diller, 1986
- D. suigensis Uchida, 1957
- D. tetragonus (Thunberg, 1822)
- D. tibiatorius (Thunberg, 1822)
- D. triangulus Dasch, 1964
- D. urundiensis (Benoit, 1955)
- D. varicoxa (Thomson, 1890)
- D. visayensis Baltazar, 1955
- D. walleyi Dasch, 1964